# سوته‌مرداب
سوته‌مرداب (به لاتین: Sütəmurdov) یک منطقه مسکونی در جمهوری آذربایجان است که در شهرستان لنکران واقع شده‌است. سوته‌مرداب ۳۷۷۰ نفر جمعیت دارد.